# Медзьно (Серадзький повіт)
Медзьно (пол. Miedźno) — село в Польщі, у гміні Варта Серадзького повіту Лодзинського воєводства.
Населення — 209 осіб (2011).
У 1975-1998 роках село належало до Серадзького воєводства.

## Демографія
Демографічна структура станом на 31 березня 2011 року:
|          | Загалом | Допрацездатний вік | Працездатний вік | Постпрацездатний вік |
| -------- | ------- | ------------------ | ---------------- | -------------------- |
| Чоловіки | 116     | 39                 | 70               | 7                    |
| Жінки    | 93      | 17                 | 61               | 15                   |
| Разом    | 209     | 56                 | 131              | 22                   |